# Hugo Rogerije III.
Hugo Rogerije III. (1430. – Xàtiva, 1508.) bio je lord Pontsa i grof Pallarsa Sobire u srednjovjekovnoj Španjolskoj.

## Životopis
Hugo Rogerije je rođen 1430. godine kao Hug Roger III de Pallars-Mataplana i Cardona (na španjolskom: Hugo Rogelio III de Pallars-Mataplana y Cardona).
Roditelji su mu bili grof Arnau Rogerije IV. i njegova supruga, gospa Ivana, kći Ivane od Pradesa, preko koje je bio potomak kraljevske obitelji Aragonije.
U Katalonskom građanskom ratu (šp.: Guerra Civil Catalana; 1462. – 1472.), Hugo je bio protivnik kralja Ivana II. Aragonskog (katalonski: Joan II). Rat je zbog toga znan i kao Rat protiv Ivana II.
1478. god. Hugo je oženio Katarinu Albert (Catalina Albert y de Cardona). Par je bio bez djece, no Hugo je imao dvije izvanbračne kćeri, Ivanu (Juana) i Izabelu (Isabel).
1491. kralj Fernando II. Katolički zaprijetio je Hugu i Katarini smrću ako ne predaju svoju grofoviju kruni. Na kraju je Hugova grofovija pripala grofu Ivanu Ramónu Folchu IV.

## Poveznice
- Ivan Ramón Folch IV.